# Колегіум єзуїтів (Острог)

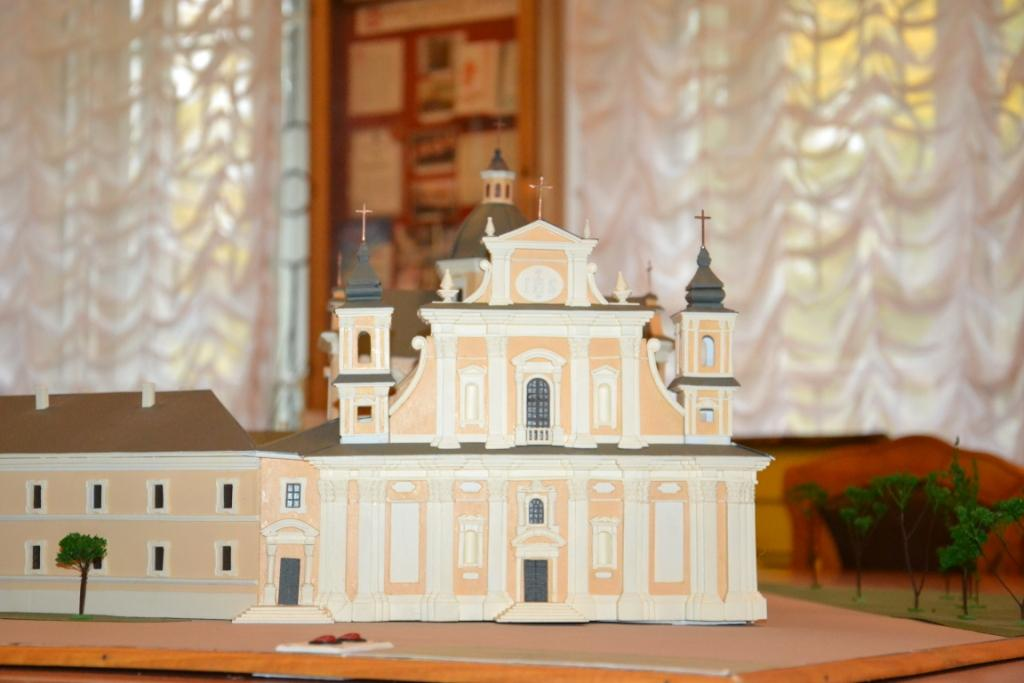
Макет Костелу святих Ігнатія Лойоли та Франциска Ксаверія м. Острог, виконаний Іриною Ковалець (магістрант кафедри архітектури НУВГП), експонується в музеї історії Острозької академії

Острозький єзуїтський колегіум, або Острозька єзуїтська колегія — колишній навчальний заклад, «дім Товариства Ісуса» в місті Острог (нині Рівненської области, Україна). Заснований у 1624 році. Створений як альтернатива Острозькій академії.

## Відомості
У 1558 р. перша Генеральна Конгрегація затвердила норму мінімальної кількости єзуїтів, які могли утворювати колегіум: два–три священники для прийняття сповідей, проповідництва, проведення реколекцій тощо, 4—5 учителів, кілька їхніх заступників для непередбачених випадків, двоє братів-коад'юторів (загалом понад 20). Пізніше декрет Лайнеза (генерал ордену) визначив, що фундаційний акт колегіуму мусить надавати землю на утримання щонайменше 20-ти осіб. Колегіум (як один із єзуїтських домів) складався з кількох будинків: колегіум як орденський дім з кляузурою, церква, школа, господарські будівлі, також бурса і конвікт
Ймовірно, князь Януш Острозький мав намір записати дарчу для єзуїтського колегіуму в Острозі. Дідичка Острога Анна Алоїза Острозька (у шлюбі Ходкевич), дочка князя Олександра та онука князя Василя Костянтина Острозьких, як і її мати Анна Острозька (з Косток), бабка Зофія (з Одровонжів, фундаторка колегіуму єзуїтів у Ярославі) була прихильницею римо-католицького обряду і неприхильно ставилась до православних. Вона спочатку матеріально обмежила діяльність Академії в місті, а потім ліквідувала заклад, намагалася звести її до рівня прицерковної школи. Натомість записала дарчі (на початку 1620-х років) для єзуїтського колегіуму в Острозі, який у 1624 році розпочав діяльність. Крім цього на утримання колегіуму княгиня передала низку родових сіл та фільварків – з усіма приналежностями, угіддями, прибутками, підданими тощо.
Перші чотири ченці-єзуїти прибули до Острога для заснування колегіуму в 1623 році. 14 грудня 1625 на честь князя Януша Острозького учні колегіуму з нагоди відкриття школи виголосили першу декламацію. Бібліотека при колегіумі почала діяти найпізніше від 1628 року.
У 1625—1626 роках збудували тимчасове приміщення колегіуму (перший поверх був мурований, другий — дерев'яний), яке розібрали в 1645 році. За даними о. Вітольда Йосифа Коваліва, у 1634—1641 роках звели нове приміщення закладу за проєктом італійців-єзуїтів Джакомо Бріано і Бенедетто (Бенедикта) Моллі. А сам Бенедетто Моллі в 1634—1645 роках керував будівництвом приміщень колегіуму. Він вирушив сюди з Італії, його супутником у дорозі був Пшемислав Якуб Рудницький, який у 1634 році став ректором закладу, а в 1637 подав у відставку.
Село Княгинин (нині Дубенського району) якийсь час було власністю колегіуму.
З часом ченці-василіяни почали навчати в колишніх школах єзуїтів, зокрема, й в Острозі.
Після скасування ордену Єзуїтів у 1773 р. в колегіумі розмістився монастир Василіян, консисторія, семінарія. Після пожеж 1809 та 1821 років комплекс не відновлювали, він поступово руйнувався і в 1875 р. був розібраний на будівельний матеріал, з якого споруджено, зокрема, Острозьку чоловічу гімназію (1876 р.)

## Відомі люди
- Целестин Чаплич, учень колегіуму.[11]
- Анджей Мокрський — польський шляхтич, педагог, релігійний діяч, священик-єзуїт, викладав тут[12].

## Зауваги
1. ↑  є також інфоримація, що нині у приміщеннях колегіуму діє Національний університет «Острозька академія» → див.: Хлыстун Ю. «Замок в Остроге строил потомок Владимира Великого и Ярослава Мудрого» // Факты. — 2016. — № 160 (4619) (21 сент.). — С. 10. (рос.)